# Arxiu Comarcal del Montsià
L'Arxiu Comarcal del Montsià (ACMO) és un arxiu que va ser inaugurat el 30 d'octubre del 2010.
Es tracta del primer Arxiu Comarcal de Catalunya que engega aquest model de cogestió des de l'inici, arran del conveni de cogestió signat per la Subdirecció General d'Arxius i Museus del Departament de Cultura de la Generalitat de Catalunya, l’Ajuntament d’Amposta i el Consell Comarcal del Montsià. Té la finalitat de preservar, conservar, tractar i difondre així com la difusió del patrimoni documental de la comarca per tal de posar-lo al servei de la ciutadania.
En virtut del conveni de cogestió es va acordar que l'ACMO fes les funcions tant d'arxiu comarcal com d'Arxiu Municipal d'Amposta. Així doncs, a més de tenir les seves pròpies competències, l'ACMO, s'encarrega de conservar la documentació en fase semiactiva i inactiva de l'Ajuntament d'Amposta.

## L'edifici
L'edifici compleix amb els requisits tecnològics per a la preservació i difusió del patrimoni documental sense perdre la funció cultural i social de servei a la comarca i al municipi amb espais públics com la sala polivalent, un espai pel Centre d'Estudis Comarcals i una sala de consulta amb capacitat per setze usuaris. L'arxiu compta amb unes instal·lacions adaptades al clima que garanteixen la conservació del patrimoni documental.
L'edifici, de nova planta, s'ubica a l'Avinguda Generalitat 70-80, en una de les àrees d'expansió del municipi d'Amposta. D'arquitectura singular i elegant, pren una forma característica presentant les zones públiques i ocultant els espais privats de dipòsit documental. L'exterior de l'arxiu destaca pels seus volums on s'intueix l'espai reservat a la protecció dels documents i l'espai públic. En planta baixa es disposa d'espais ben equilibrats i diàfans amb una estètica innovadora que accentua la condició de l'arxiu com un laboratori de la història i del coneixement. Sobre una superfície útil de 1.374 m2, l'arxiu edificat en tres plantes, disposa de moll de càrrega, sala de recepció i tria de la documentació, àrea de desinfecció, magatzems, sala de treball, despatx de Direcció, despatx de l'Arxiu Municipal d'Amposta, sala de consulta, biblioteca auxiliar, sala polivalent amb un aforament de més de 50 persones així com quatre dipòsits de documentació amb una capacitat de 9.000 metres lineals, una sala de suports especials i una altra de suports de gran format.

## Documents destacats

### Amillarament d'Amposta

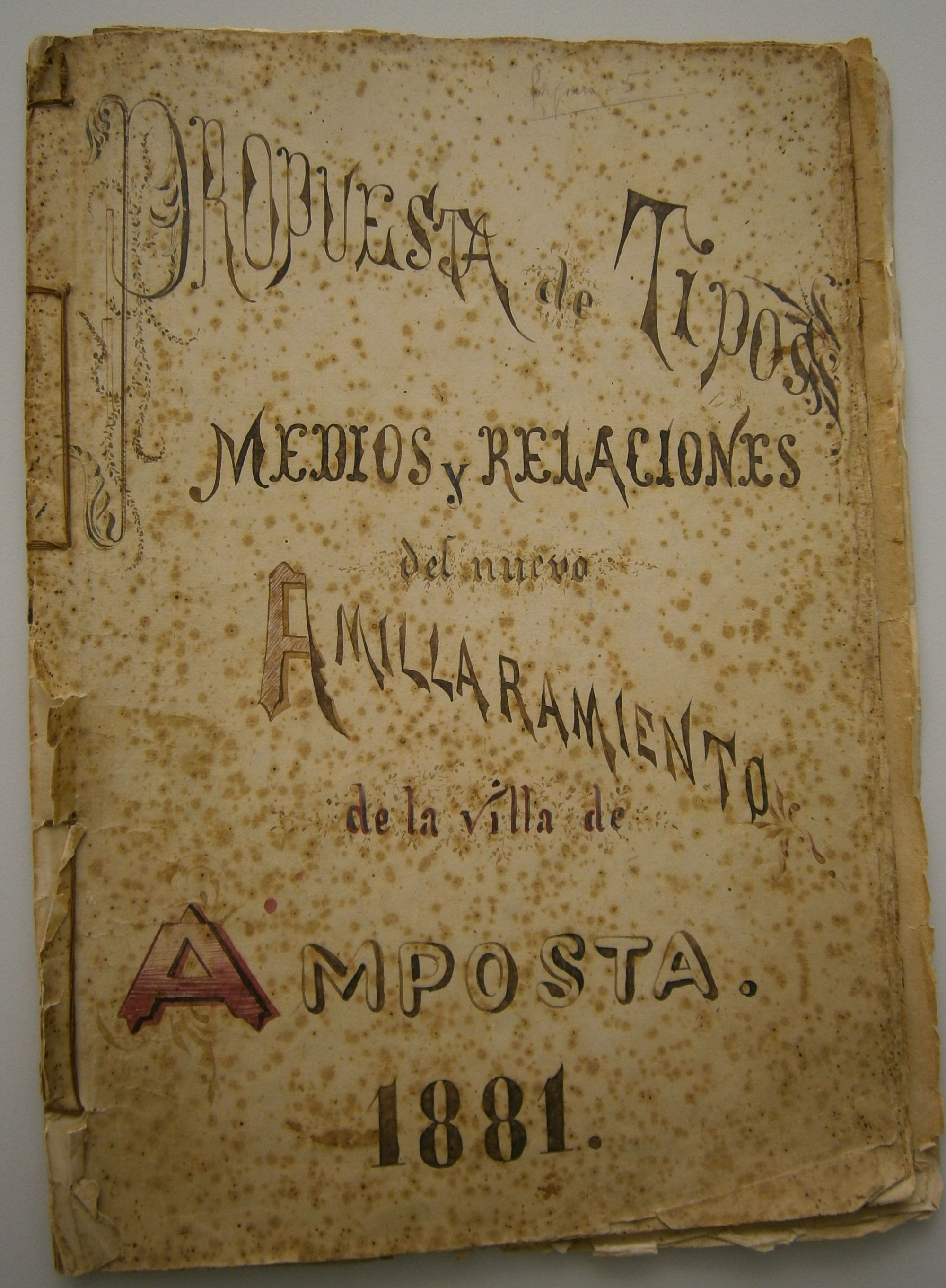
Aquest amillarament d'Amposta era l'informe que va elaborar l'ajuntament d'Amposta en 1881 per saber quina era la riquesa pecuniària, urbana i rústica dels contribuents del municipi.

Aquest amillarament d'Amposta era l'informe que va elaborar l'ajuntament d'Amposta en 1881 per saber quina era la riquesa pecuniària, urbana i rústica dels contribuents del municipi. Davant la desaparició de gran part del fons municipal arran la Guerra Civil, aquest document ens permet conèixer dades de l'època i es converteix en una font d'informació molt útil per als investigadors per la quantitat de dades que refereix: nom del cap de família, la casa, les parcel·les de terreny que posseïa, la seva localització i els topònims, què s'hi conreava, i sobretot el líquid imposable a partir del qual es calculava el que havia de pagar aquella casa.

### Llibre d'actes del Ple Municipal d'Amposta
La documentació municipal d'Amposta fou dipositada a l'arxiu a finals de 2011. La documentació més antiga és del 1881 i arriba fins al 1976. Malauradament hi molt poques sèries conservades anteriors a la Guerra Civil, conservant-se tan sols documentació referent a actes municipals, quintes i gestió econòmica, majoritàriament. Després del conflicte, l'administració ampostina reprèn el pols diari i les sèries comencen a aportar nous documents que fan créixer el seu arxiu. Aquesta acta municipal, de l'any 1950 serveix de testimoni d'aquest fons municipal.

### Correspondència de l'ajuntament de Santa Bàrbara
Aquests recull de la correspondència entre l'Ajuntament de Santa Bàrbara i diverses personalitats i organismes, són l'únic testimoni del moment històric de la població: cronològicament descriuen la segregació de la població que donava peu al naixement de Santa Bàrbara com a municipi independent. El valor doncs, d'aquesta tipologia documental és més gran en tant no hi ha cap altra informació d'aquest període.

### Expedient de referèndum de l'Estatut de Catalunya
Expedient iniciat arran del referèndum de l'Estatut de Catalunya de l'any 1931. A l'Estatut de Núria es definia Catalunya com un Estat dins la República Espanyola; aquesta pretensió no fou ben acceptada per la resta de l'estat espanyol, motiu pel qual la clàusula quedà modificada, definint-se Catalunya com una regió autònoma dins l'estat espanyol. Al referèndum, celebrat el 2 d'agost de 1931, hi participà al voltant d'un 75% del cos electoral de Catalunya, i obtingué un 99% de vots a favor. En el cas de Santa Bàrbara, d'un total de 349 persones amb dret a vot, 245 votaren a favor i zero en contra. Finalment el 9 de setembre el parlament espanyol ratificà l'Estatut de Catalunya.

### Documentació de responsabilitats polítiques
Després de l'entrada de l'exèrcit feixista a les poblacions que havien defensat la República, molta documentació de partits polítics, persones físiques, organismes, institucions, associacions, etc. fou confiscada i revisada, entre d'altres per l'organització falangista. Aquesta documentació va permetre l'elaboració de llistats de noms per tal d'iniciar el que seria la repressió franquista, la qual cosa va provocar morts, desaparicions i exili. A la fi del franquisme i amb l'inici de la democràcia, moltíssima d'aquesta documentació, la qual havia generat milers de fitxes de represaliats, fou eliminada per evitar futures investigacions. A Amposta, per sort, tota aquesta documentació es va conservar amagada a les golfes de l'ajuntament, tal vegada pel mateix desconeixement de la mateixa organització falangista. El seu descobriment permetrà trobar, entre d'altres, les fitxes de 4000 ampostins (afectes al règim o represaliats) i documentació diversa confiscada en el seu dia i ajudar a conèixer una part de la història ampostina.